# Kurgunta
Kurgunta é uma vila no distrito de Gulbarga, no estado indiano de Karnataka.

## Geografia
Kurgunta está localizada a 17° 12′ N, 77° 21′ L. Tem uma altitude média de 418 metros (1371 pés).

## Demografia
Segundo o censo de 2001, Kurgunta tinha uma população de 8584 habitantes. Os indivíduos do sexo masculino constituem 51% da população e os do sexo feminino 49%. Kurgunta tem uma taxa de literacia de 51%, inferior à média nacional de 59,5%: a literacia no sexo masculino é de 61% e no sexo feminino é de 40%. Em Kurgunta, 13% da população está abaixo dos 6 anos de idade.